# Robert Pastorelli
Robert Joseph Pastorelli (ur. 21 czerwca 1954 w New Brunswick, zm. 8 marca 2004 w Hollywood) – amerykański aktor charakterystyczny. Nominowany do nagrody Emmy za rolę malarza pokojowego Eldina Bernecky’ego w sitcomie NBC Murphy Brown (1988–1998).
Według opinii Rotten Tomatoes na ekranie miał tę samą aurę, co William Bendix.

## Życiorys

### Wczesne lata
Urodził się w New Brunswick w New Jersey jako syn artystki Dorothy „Dottie” (z domu Pagano; 1918–2008) i agenta ubezpieczeniowego Ledo „Tally’ego” Pastorelliego (1918–2008). Lata dzieciństwa spędził w Edison. Wychowywał się z siostrą Gwen, która została solistką opery. W 1972 ukończył Edison High School w Edison. 
Początkowo zamierzał być zawodowym bokserem, ale w wieku 19 lat musiał porzucić sport z powodu obrażeń odniesionych w niemal śmiertelnym wypadku samochodowym przy dużej prędkości. Później twierdził, że będąc w śpiączce doświadczył stanu śmierci klinicznej; doświadczył siebie patrzącego z góry na swoje ciało w szpitalnym łóżku z pogrążonym w żalu ojcem. Po dwudziestym roku życia wpadł w nałóg narkotyczny, który przezwyciężył, ale w późniejszym życiu miał nawrót. 

### Kariera
Uczył się aktorstwa w New York Academy of Theatrical Arts i Actors Studio w Nowym Jorku. Aby związać koniec z końcem, pracował również na pół etatu jako taksówkarz i barman. W 1977 występował w nowojorskim Ensemble Studio Theatre w sztuce Buntownik bez powodu. Brał również udział w przedstawieniach: Przystanek autobusowy Williama Inge’a, Śmierć komiwojażera Arthura Millera, Koniec jako mężczyzna, Szare piki, Zakochani i inni Renée Taylor i Josepha Bologny, Lot nad kukułczym gniazdem Kena Keseya i Zaklinacz deszczu Johna Grishama. Aby związać koniec z końcem, pracował również na pół etatu jako barman. W 1982 w końcu zdecydował się na przeprowadzkę do Los Angeles.
W 1982 zadebiutował w telewizji w roli Edwarda Guthrie’a w odcinku sitcomu ABC Barney Miller. Następnie wystąpił w serialach – Cagney i Lacey (1982, 1983), Hardcastle i McCormick (1983), Nieustraszony (1983), Posterunek przy Hill Street (1983, 1985), Detektyw Hunter (1985), Santa Barbara (1985), Drużyna A (1985), Remington Steele (1985, 1986), Policjanci z Miami (1987), MacGyver (1987) i Piękna i Bestia (1987, 1988). Grał postacie uliczne w filmach – dealera w komedii Arthura Hillera Zwariowane szczęście (Outrageous Fortune, 1987) z Shelley Long i Bette Midler czy Vinnniego w sensacyjnej komedii kryminalnej Tony’ego Scotta Gliniarz z Beverly Hills II (Beverly Hills Cop  II, 1987). Zdobył uznanie jako wieloletni odtwórca roli malarza Eldina Bernecky’ego, dekoratora domu głównej bohaterki amerykańskiego sitcomu NBC Murphy Brown (1988–1998). Rola ta przyniosła mu w 1995 nominację do nagrody Emmy.
W 2002 powrócił na scenę w londyńskim Royal National Theatre jako Harold „Mitch” Mitchell w przedstawieniu Tramwaj zwany pożądaniem Tennessee Williamsa u boku Glenn Close i Iaina Glena.

## Życie prywatne
Od 1996 był w nieformalnym związku z Charemon Jonovich, z którą miał córkę, Giannę Li (ur. 6 lutego 1998). 15 marca 1999 Jonovich została znaleziona martwy w ich domu; według ówczesnego raportu policji – przypadkowo się zastrzeliła. Z kolejnego związku z Jalee Carder miał córkę Gianninę Marie (ur. 6 marca 2000).

### Śmierć
8 marca 2004 w wieku 49 lat został znaleziony martwy w swoim domu w Hollywood Hills w wyniku przedawkowania heroiny. W chwili śmierci został ostrzeżony, że władze planują aresztować go w celu dalszego przesłuchania w sprawie śmierci Charemon Jonovich. Przegląd oryginalnych dowodów spowodował, że jej śmierć została przeklasyfikowana jako zabójstwo, a Pastorelli został zidentyfikowany jako podejrzany do dalszego dochodzenia. Biuro koronera poinformowało, że Pastorelli zmarł z powodu „śmiertelnego stężenia morfiny we krwi”. Ciało Pastorelli zostało pochowane w mauzoleum na Cmentarzu św. Katarzyny w Sea Girt w hrabstwie Monmouth w New Jersey.

## Filmografia

### Filmy
- 1987: Gliniarz z Beverly Hills II (Beverly Hills Cop II) jako Vinnie
- 1990: Tańczący z wilkami (Dances with Wolves) jako Timmons
- 1992: Dolina paproci (FernGully: The Last Rainforest) jako Tony (głos)
- 1992: Szalona rodzinka (Folks!) jako Fred
- 1993: Pole rażenia (Striking Distance) jako Jimmy Detillo
- 1993: Zakonnica w przebraniu 2: Powrót do habitu (Sister Act 2: Back in the Habit) jako Joey Bustamente
- 1996: Michael jako Huey Driscoll
- 1996: Egzekutor (Eraser) jako Johnny C
- 2005: Be Cool jako Joe Loop

### Seriale
- 1982: Cagney i Lacey jako policjant
- 1983: Hardcastle i McCormick jako Adler
- 1983: Nieustraszony jako Leroy
- 1983: Posterunek przy Hill Street jako Jimmy Frumento
- 1983: Cagney i Lacey jako Rosen
- 1985: Remington Steele jako Weasel
- 1985: Detektyw Hunter jako Willie Wakefield
- 1985: Santa Barbara jako Cabbie
- 1985: Drużyna A jako poplecznik Juareza
- 1985: Posterunek przy Hill Street jako Bobby Stellin
- 1986: Remington Steele jako Weasel
- 1987: Policjanci z Miami jako Vespa
- 1987: Piękna i Bestia jako Tony Perotta
- 1987: MacGyver jako Arnie
- 1988: Piękna i Bestia jako Vick Ramos
- 1988–1998: Murphy Brown jako Eldin Bernecky
- 1994: Batman jako Manny (głos)
- 2002: Dotyk anioła jako Joe Collette